# Gjulnara Gennadjewna Nasarowa
Gjulnara Gennadjewna Nasarowa (ukrainisch Хюльнара Назарова,russisch Гюльнара Геннадьевна Назарова; englische Schreibweise Gyulnara Nazarova bzw. Hjulnara Nasarowa; * 27. Februar 1998) ist eine ehemalige ukrainisch-russische Tennisspielerin.

## Karriere
Nasarowa spielte vor allem bei Turnieren der ITF Women’s World Tennis Tour, wo sie zwei Titel im Doppel gewinnen konnte.

## Turniersiege

### Doppel
| Nr. | Datum            | Turnier  | Kategorie   | Belag             | Partnerin      | Finalgegnerinnen              | Ergebnis         |
| --- | ---------------- | -------- | ----------- | ----------------- | -------------- | ----------------------------- | ---------------- |
| 1.  | 29. Juli 2017    | Tampere  | ITF $15.000 | Sand              | Anna Jakowlewa | Marie Benoît Estelle Cascino  | ohne Spiel       |
| 2.  | 16. Februar 2019 | Shymkent | ITF W15     | Hartplatz (Halle) | Anna Ukolowa   | Noel Saidenowa Ksenija Jorsch | 6:2, 2:6, [10:5] |